# AptX
aptX ist ein Audio-Codec, der in den späten 1980er Jahren aus Forschungsergebnissen der Queen’s University Belfast entstand. Der Name steht für Audio Processing Technology. Seine Aufgabe ist die Reduktion der Bitrate für Breitband-Stereo-Audio.
aptX hieß bis zur Übernahme 2010 von CSR plc apt-X. Im August 2015 wurde CSR von Qualcomm übernommen. Als Eigentümer der aptX-Codec-Familie bietet Qualcomm auf seiner Website derzeit die Varianten aptX, aptX Low Latency, aptX HD und aptX Adaptive an.

## Übersicht
|                 |                                  | SBC                          | aptX                                                                                            | aptX LL                                                                                         | aptX HD                                                                                         | aptX Adaptive                                                                                   | aptX Adaptive                                                                                   | Audio-CD (zum Vergleich) |
| @ 276 kBit/s    | @ 420 kBit/s                     | SBC                          | aptX                                                                                            | aptX LL                                                                                         | aptX HD                                                                                         |                                                                                                 |                                                                                                 | Audio-CD (zum Vergleich) |
| --------------- | -------------------------------- | ---------------------------- | ----------------------------------------------------------------------------------------------- | ----------------------------------------------------------------------------------------------- | ----------------------------------------------------------------------------------------------- | ----------------------------------------------------------------------------------------------- | ----------------------------------------------------------------------------------------------- | ------------------------ |
| sonst.          | Besitzer (Lizenzgeber)           | frei (Teil des A2DP-Profils) | Qualcomm (bis August 2015: CSR, bis Juli 2010: APT Licensing, bis März 2005: Solid State Logic) | Qualcomm (bis August 2015: CSR, bis Juli 2010: APT Licensing, bis März 2005: Solid State Logic) | Qualcomm (bis August 2015: CSR, bis Juli 2010: APT Licensing, bis März 2005: Solid State Logic) | Qualcomm (bis August 2015: CSR, bis Juli 2010: APT Licensing, bis März 2005: Solid State Logic) | Qualcomm (bis August 2015: CSR, bis Juli 2010: APT Licensing, bis März 2005: Solid State Logic) | –                        |
| sonst.          | Start                            | ?                            | späte 1980er, 2009                                                                              | 2012                                                                                            | 2016                                                                                            | 2018                                                                                            | 2018                                                                                            | 1980                     |
| sonst.          | Chip                             | –                            | CSR8635                                                                                         | CSR8670                                                                                         | CSR8675                                                                                         | QCC30xx                                                                                         | QCC30xx                                                                                         | –                        |
| Audio Encoding  | Samplingtiefe                    | ?                            | 16-bit                                                                                          | 16-bit                                                                                          | 16-bit 24-bit                                                                                   | 24-bit                                                                                          | 24-bit                                                                                          | 16-bit                   |
| Audio Encoding  | Abtastrate                       | 44,1 kHz 48 kHz              | 44,1 kHz 48 kHz                                                                                 | 44,1 kHz 48 kHz                                                                                 | 44,1 kHz 48 kHz                                                                                 | 44,1 kHz 48 kHz 96 kHz                                                                          | 44,1 kHz 48 kHz 96 kHz                                                                          | 44,1 kHz                 |
| Audio Encoding  | Bitrate                          | 345 kbps (@ 48 kHz)          | 325 kbps (@ 44,1 kHz) 384 kbps (@ 48 kHz)                                                       | 352 kbps (@ 48 kHz)                                                                             | 576 kbps                                                                                        | 276 kbps                                                                                        | 420 kbps                                                                                        | 1411 kbps (@ 44,1 kHz)   |
| Audio Encoding  | Bitrate                          | konstant                     | konstant                                                                                        | konstant                                                                                        | konstant                                                                                        | variabel                                                                                        | variabel                                                                                        | konstant                 |
| Audio Encoding  | Kodierlatenz                     | ?                            | 1,8 – 2,0 ms                                                                                    | ?                                                                                               | 1,8 – 2,0 ms                                                                                    | 1,4 – 2,0 ms                                                                                    | 1,4 – 2,0 ms                                                                                    | –                        |
| Audio Encoding  | Latenz                           | 170 – 270 ms                 | ≈ 120 ms                                                                                        | ≈ 40 ms                                                                                         | ≈ 200 ms                                                                                        | 50 – 80 ms                                                                                      | 50 – 80 ms                                                                                      | –                        |
| Audio Encoding  | abwärtskompatibel zu             | –                            | SBC                                                                                             | SBC, aptX                                                                                       | SBC, aptX                                                                                       | SBC, aptX, aptX HD                                                                              | SBC, aptX, aptX HD                                                                              | ?                        |
| Klang- Qualität | THD+N @ 1 kHz                    |                              | −67 dB od. −85 dB?                                                                              | −85 dB                                                                                          | −80 dB od. −90 dB?                                                                              | −90 dB                                                                                          | −100 dB                                                                                         |                          |
| Klang- Qualität | Multi-tone @ 1 kHz               |                              | −100 dB                                                                                         | ?                                                                                               | −100 dB                                                                                         | −90 dB                                                                                          | −100 dB                                                                                         |                          |
| Klang- Qualität | Multi-tone @ 10 kHz              |                              | −65 dB                                                                                          | ?                                                                                               | −90 dB                                                                                          | −85 dB                                                                                          | −95 dB                                                                                          |                          |
| Klang- Qualität | Übersprechen                     |                              | −120 dB                                                                                         | ?                                                                                               | −155 dB                                                                                         | −90 dB                                                                                          | −200 dB                                                                                         |                          |
| Klang- Qualität | Signal-Rausch-Verhältnis @ 1 kHz |                              | 93 dB                                                                                           | 93 dB                                                                                           | 129 dB                                                                                          | 130 dB                                                                                          | 135 dB                                                                                          |                          |
| Klang- Qualität | PEAQ                             |                              | −0,18 od. −0,08?                                                                                | ?                                                                                               | 0,05 od. 0,04?                                                                                  | −0,06                                                                                           | 0,045                                                                                           |                          |
| Klang- Qualität | Frequenzgang über Bluetooth      |                              | 20 Hz – 22,7 kHz                                                                                | 20 Hz – 22,7 kHz                                                                                | 20 Hz – 22,7 kHz                                                                                | 20 Hz – 22,7 kHz                                                                                | 20 Hz – 22,7 kHz                                                                                |                          |

Hauptquelle

## aptX
Der aptX-Audio-Codec wird für drahtlose Audioanwendungen über das A2DP-Bluetooth-Profil bzw. die Kopplung zwischen einem „Quellgerät“ (zum Beispiel Smartphone, Tablet oder Laptop) und einem Ausgabegerät (Senke, zum Beispiel einem Bluetooth-Stereo-Lautsprecher, -Headset oder -Kopfhörer) verwendet. Die Technologie muss sowohl im Sender als auch im Empfänger integriert sein, um die akustischen Vorteile der aptX-Audiocodierung gegenüber der vom Bluetooth-Standard vorgeschriebenen Standard-Subbandcodierung (SBC) zu nutzen. Produkte, die das CSR aptX-Logo tragen, sind für die Interoperabilität untereinander zertifiziert.

## aptX Low Latency
Eine End-to-End-Latenzzeit von 32 ms über Bluetooth bietet aptX Low Latency. Diese ist damit kleiner als die empfohlenen Latenzzeiten für die Audio-Video-Synchronisation im Fernsehbetrieb zwischen +40 ms und −60 ms (Audio vor/nach Video). Mit dieser Latenzzeit sind zudem problemlos interaktive Anwendungen für Computerspiele, Tonsignale von Musikinstrumenten, Multimedia etc. zu handhaben.

## aptX HD
Das auch als aptX Lossless bekannte aptX-HD hat eine Bitrate von 576 kbit/s. Es unterstützt hochauflösendes Audio mit Abtastraten von bis zu 48 kHz und Abtastauflösungen von bis zu 24 Bit. Die „nahezu verlustfreie“ Codierung sorgt für eine hochauflösende Audioqualität im Frequenzbereich von 20 Hz bis 20 kHz und einen Dynamikumfang von mindestens 120 dB. Hauptkonkurrent ist der von Sony entwickelte LDAC-Codec.

## aptX Adaptive
Mit aptX Adaptive soll erreicht werden, dass sich der Codec automatisch so anpasst, dass er eine optimale Audioqualität oder Latenzzeit bietet, je nachdem, welche Inhalte auf dem Gerät wiedergegeben werden, und gleichzeitig die externe HF-Umgebung berücksichtigt, um die Robustheit zu erhöhen. Es ist so konzipiert, dass es einfach funktioniert, ohne Synchronisationsprobleme für Spiele, A/V- und Multimedia-Anwendungen.
Adaptive ist abwärtskompatibel mit aptX und aptX HD, bietet einen Kompressionsfaktor zwischen 1:5 und 1:10 und das Audioformat 24-bit / 48 kHz mit den Datenraten 276 kBit/s und 420 kBit/s.